# 当迪涅府邸

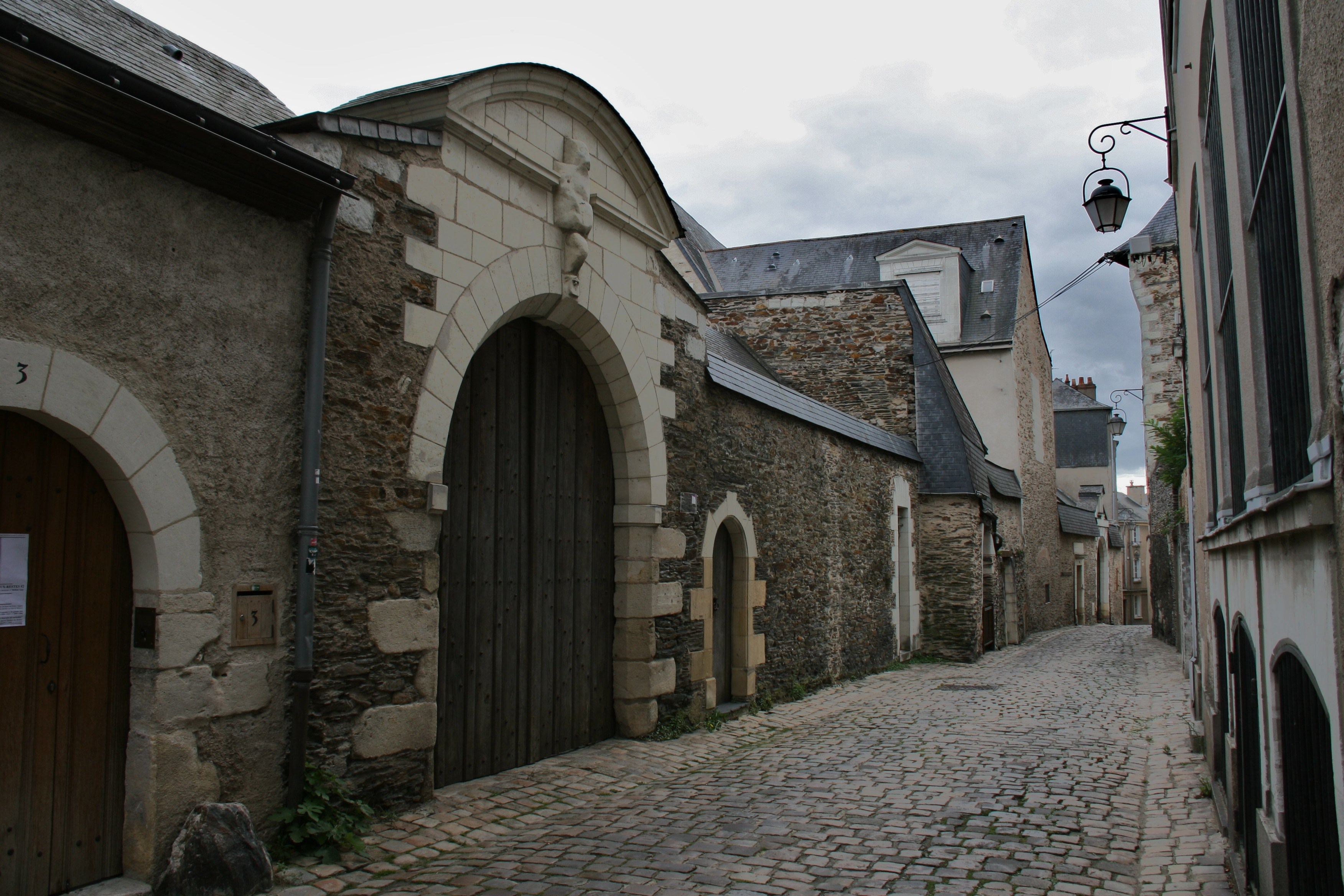

当迪涅府邸（法語：Hôtel d'Andigné），是法国昂热的一座历史建筑，位于Harpe街5号，建于15-17世纪。
立面和屋顶于1980年列为法国历史古迹。